# Amad Al-Hosni
Amad Ali Suleiman Al-Hosni, född 18 juli 1984 i Muskat, är en omansk fotbollsspelare. För Omans landslag har han spelat över 120 landskamper och har representerat sitt land vid tre upplagor av Asiatiska mästerskapet.

## Meriter
Al-Nassr
- Saudi Professional League: 2014
- Saudi Crown Prince Cup: 2014

Oman
- Gulf Cup
  - Guld: 2009
  - Silver: 2004, 2007